# 색지수
천문학에서 색지수(영어: Color index)란 별의 표면온도를 알 수 있게 해주는 천체의 색을 측정하는 단순한 수적 표현이다.
색지수를 측정하기 위해서는 연속으로 U와 B나 B와 V와 같이, 두 개의 다른 필터를 통해 천체의 등급을 관측한다.(U는 자외선에 민감하고, B는 청색 빛에 민감하고, V는 가시광선(녹색-노란색)에 민감하다) 패스밴드(통과대역: 필터를 지나는 신호가 거의 감쇠하지 않는 주파수의 범위)나 필터의 한 세트를 광도 측정계라고도 부른다. 각각 등급의 차이는 U-B 또는 B-V 색지수인 필터들로 알아낸다. 매우 작은 색지수는 매우 푸른(또는 매우 뜨거운) 천체이다.
반대로 좀 큰 색지수는 더 붉은(또는 더 차가운) 천체이다. 이것은 밝은 천체가 그보다 어두운 천체보다 더 작은 등급을 갖는 수의 등급 척도 때문이다. 비교하자면, 황색의 태양은 0.656±0.005의 B-V지수를 갖고, 푸르스름한 리겔은 -0.03 B-V지수를 갖는다.(리겔의 B-등급은 0.09이고 V-등급은 0.12로 B-V = -0.03이다)
먼 거리에 있는 천체들의 색지수는 성간 소광에 영향을 받는다. 즉, 그 색지수들은 좀 더 가까운 별들의 색지수보다 붉다. 이를 성간적색화라고 부르는데, 붉게 되는 양은 관측한 색지수와 실제 색지수와의 차이로부터 생기는 색 초과에 의해 결정된다. 예를 들면, UBV 측광계에서 다음과 같이 쓸 수 있다.
{\displaystyle E_{B-V}=(B-V)_{observed}-(B-V)_{Intrisic}}
대부분의 광학천문학자들 사용하는 패스밴드는 UBVRI 필터이다.(U, B, V는 위에 언급한 것과 같고, R은 붉은 색 빛을 투과시키고, I는 적외선을 투과시킨다) 이 필터 계는 때론 계의 원조라 알려진 Johnson-Cousins 필터 계라고 부른다. 이들 필터들은 유리 필터와 광전자 증배관의 특수한 결합이라 한다. 정확히 말하자면, 특유의 필터들의 쌍은 천체의 색온도에 의존하여 선택된다.; B-V는 주계열성에, U-V는 뜨거운 천체들에, R-I는 차가운 천체들에 사용된다.

## 같이 보기
- UBV 측광계

## 참고 문헌
- (영어) Johnson, H. L., William Wilson Morgan, ApJ 117, 313 (1953)
- (영어) Alan William James Cousins, A. W. J., MNRAS 166, 711 (1974)
- (영어) Alan William James Cousins, A. W. J., MNASSA 33, 149 (1974)
- (영어) Michael S. Bessell, M. S., PASP 102, 1181 (1990)